# (11310) 1993 SB15
(11310) 1993 SB15 là một tiểu hành tinh vành đai chính. Nó được phát hiện bởi Henry E. Holt ở Đài thiên văn Palomar ở Quận San Diego, California, ngày 19 tháng 9 năm 1993.